# Паллавичини, Гульельма
Гульельма Паллавичини (итал. Guglielma Pallavicini; ум. 1358) — сеньора Фермопил, маркиза Бодоницы с 1311.

## Биография
Родилась ок. 1308 года, дочь Альберто Паллавичини (погиб в 1311) и его жены Марии далле Карчери (ум. 1323). До 1323 года находилась под опекой матери и отчима — Андреа Корнаро.
Согласно обычаям (Liber consuetudinum Imperii Romaniae), после смерти отца унаследовала половину маркизата Бодоница, а вторая половина составила вдовью часть Марии далле Карчери.
В 1319 году Венеция заключила с Арагоном мирный договор, в который включила и маркизат Бодоница. Согласно ему Андреа Корнаро от сваоего имени, от имени жены и падчерицы признавал сюзереном афинского герцога в лице генерального викария Афин и обязался ежегодно уплачивать дань в размере 4 экипированных лошадей.
Согласно большинству исследователей, Андреа Корнаро умер в один год с женой - в 1323 году, согласно Чарльзу Коли - не ранее 1326/28 года. После его смерти Гульельма Паллавичини получила маркизат Бодоница в своё полное владение.
В 1327 г. она вышла замуж за генуэзца Бартоломео Цаккариа (ум. 1334), сына Мартино Цаккариа — сеньора Хиоса, а после его смерти — за венецианца Никколо Цорци (1335).
В середине 1340-х гг. Венеция захватила остров Лармена — владение Гульельмы Паллавичини. Она обвинила мужа в нежелании отстаивать её интересы и с помощью жителей изгнала его из Бодоницы.
Венецианцы и папа Клемент VI пытались помирить супругов, но безуспешно.
В 1354 г. Никколо Цорци умер, и Гульельма сделала их сына Франческо Цорци своим соправителем. Это позволило ей помириться с венецианцами.
От первого мужа — дочь:
- Марулла Цаккариа (1330 — до 1358), жена Хуана Фадрике Арагонского

От второго мужа — сын:
- Франческо Цорци (ум. 1388), маркиз Бодоницы